# チモキノン
チモキノン (英: Thymoquinone) は、1,4-ベンゾキノン（p-ベンゾキノン）が持つ6員環の2位にイソプロピル基、5位にメチル基が結合した有機化合物である。

## 所在・用途
欧米ではブラッククミンシード（Black cumin seeds）として知られる植物(Nigella sativa L. (Ranunculaceae))から抽出される。肝臓保護作用、抗炎症作用、抗酸化作用、抗がん抗腫瘍作用などが研究されている。その他にも神経精神系の作用を標榜する研究者らも居る。